# Aleksiej Anisimow
Aleksiej Michajłowicz Anisimow (ros. Алексей Михайлович Анисимов, ur. 1903 we wsi Dubki w guberni tulskiej, zm. 6 września 1940) – radziecki działacz partyjny.

## Życiorys
W 1919 został sekretarzem rady wiejskiej w rodzinnej wsi, później zastępcą sekretarza i sekretarzem powiatowego komitetu Komsomołu w guberni tulskiej, od 1920 należał do RKP(b). Od czerwca 1923 do 1924 był kierownikiem wydziału organizacyjnego i zastępcą sekretarza powiatowego komitetu RKP(b), 1924-1925 i 1926-1927 sekretarzem odpowiedzialnym rejonowego komitetu RKP(b)/WKP(b), od 1927 instruktorem tulskiego gubernialnego komitetu WKP(b), następnie do 1930 kierownikiem wydziału tulskiego komitetu okręgowego WKP(b). W latach 1930–1933 był sekretarzem odpowiedzialnym rejonowego komitetu WKP(b) w obwodzie moskiewskim, 1933-1935 zastępcą kierownika Wydziału Rolnego Moskiewskiego Komitetu Obwodowego WKP(b), a 1935-1936 sekretarzem Komitetu Miejskiego WKP(b) w Tule, 1936-1937 studiował w Wyższej Szkole Organizatorów Partyjnych przy KC WKP(b). W 1937 krótko był instruktorem KC WKP(b), potem do listopada 1937 zastępcą kierownika Wydziału Organów Partyjnych  KC WKP(b), a od 25 listopada 1937 do lipca 1938 p.o. II sekretarza Dalekowschodniego Komitetu Krajowego WKP(b).
30 lipca 1938 został aresztowany podczas wielkiej czystki, następnie rozstrzelany.